# 徐紹卿
徐 紹卿（じょ しょうきょう）は中華民国、満洲国の政治家・外交官。満洲国では奉天省省長などをつとめた。妻は日本人である。

## 事績

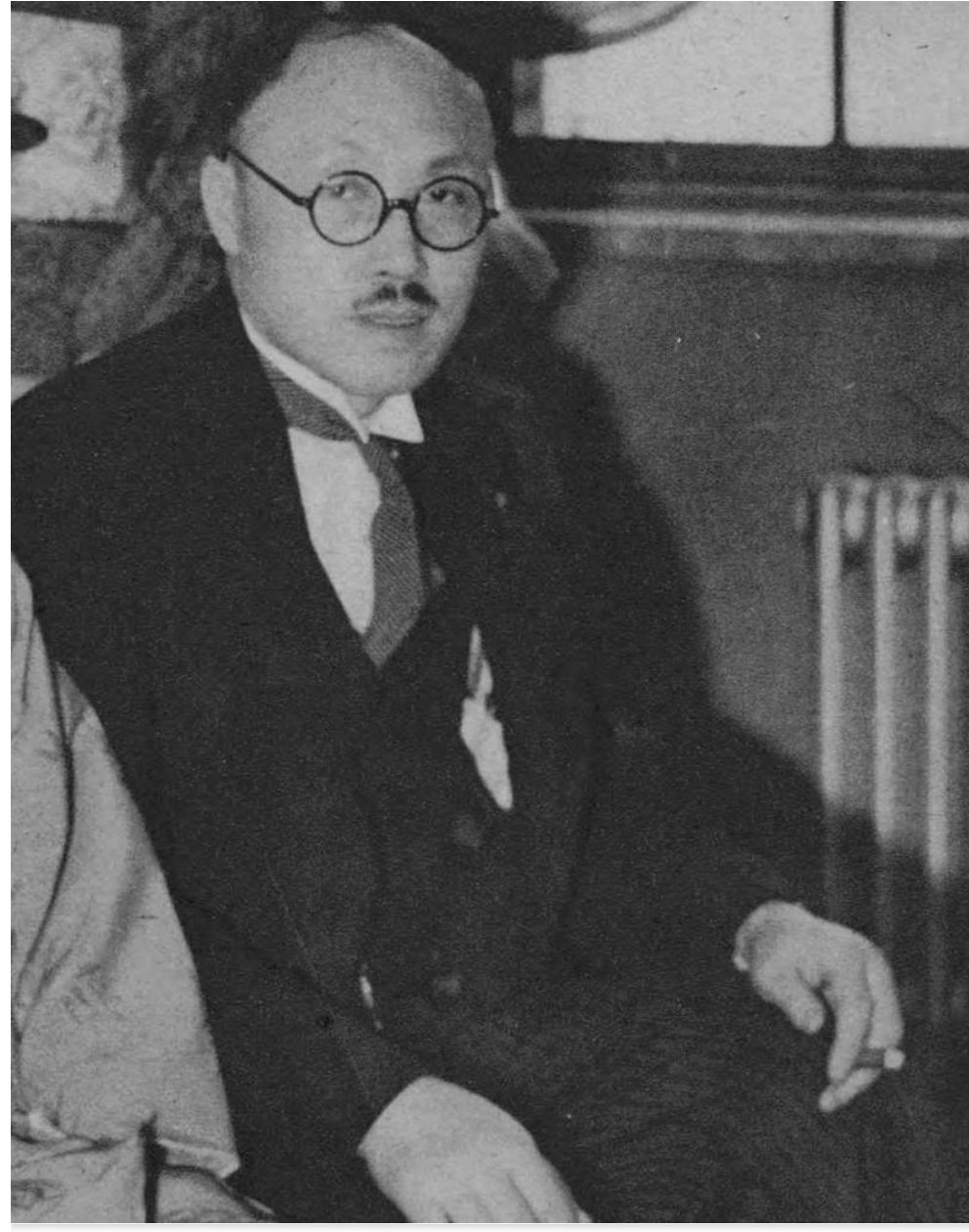
駐伊公使着任直前 (1938年)

奉天省立中学を卒業。日本に留学して1927年（民国16年/昭和2年）3月、東京帝国大学農学部農芸化学科を卒業し、併せて農学士の称号を取得した。帰国後は東三省兵工廠で技師、廠長となる。
満洲国成立直前の1932年（民国21年）1月に、奉天省政府諮議となる。満洲国建国後の同年4月、奉天省実業庁庁長に就任した。1934年（康徳元年）12月1日、錦州省省長に特任される。1937年（康徳4年）6月30日、新京特別市市長に異動する。翌年2月10日、駐伊特命全権公使兼駐西公使に任命された。1940年（康徳7年）3月、帰国して郵政総局局長となる。1942年（康徳9年）9月28日、奉天省長に特任された。翌年4月20日、徐は奉天省長を依願免官し、5月2日、満洲中央銀行副総裁に任命された（総裁は西山勉）。
満洲国滅亡後、徐紹卿は長春で満洲中央銀行の残務処理に従事していた。国共内戦勃発後の1946年（民国35年）4月、中国人民解放軍が長春を占領する。その翌月、 満洲興業銀行総裁・岡田信や満洲鉱業開発理事長・竹内徳亥らと共に徐は人民解放軍に逮捕された。人民解放軍が長春から撤退した際に、徐・岡田・竹内らはジャムス（佳木斯）へ連行され、同年8月中旬、全員が人民裁判にかけられ銃殺刑に処されたとする資料がある。ただし、人民裁判を経て処刑されたのではなく、裁判手続中に徐・岡田・竹内らを奪回しようとした集団が突入してきたため、その混乱の中で当局により手当たり次第に銃殺された、との説もある。いずれにしても、1946年8月にジャムスで徐は死亡したものと考えられている。享年55。

## 注
1. ↑  尾崎監修(1940)、20頁。
2. ↑  東京帝国大学(1939)や『大満洲国建国紀念写真帖』(1934)では「徐紹郷」と誤記されている。
3. ↑  尾崎監修(1940)、21頁。
4. ↑  東京帝国大学(1939)、433-434頁。
5. ↑  満洲国史編纂委員会編(1956)、40頁。
6. ↑  満洲国史編纂委員会編(1956)、73頁。
7. ↑  満洲国史編纂委員会編(1956)、83頁。
8. ↑  「共栄圏の重責完遂へ 満州国大臣全面更迭」『朝日新聞』昭和17年（1942年）9月29日夕刊、1面
9. ↑  満洲国史編纂委員会編(1956)、155頁。
10. ↑  満洲国史編纂委員会編(1956)、164頁。
11. ↑  同時に逮捕された人物としては、他に満洲拓殖公社総裁・斎藤弥平太や満洲林業理事長・岸良一らがいた。
12. ↑  武田(1986)、176-177頁。
13. ↑  梅(1958)、54-56頁。